# Divenire (album)
| Recensione | Giudizio |
| ---------- | -------- |
| AllMusic   | [ 4 ]    |

Divenire è un album del pianista italiano Ludovico Einaudi, pubblicato nel 2006.
L'album ha raggiunto la 12ª posizione nella classifica generale rimanendo per quattro settimane nella Top 20.

## Descrizione
Il brano che dà il titolo all'album ha fatto da colonna sonora al film Ovunque sei di Michele Placido del 2004 con Stefano Accorsi e Violante Placido.
Nel 2010 il film italo-tedesco La fine è il mio inizio usò le musiche dell'album per la sua colonna sonora; tra le canzoni usate troviamo il brano Rose che accompagna il film in una scena centrale e nei titoli di coda.
Nel 2011 anche il film francese Quasi amici - Intouchables ha ripreso alcune composizioni dell'album per la sua colonna sonora, tra cui Fly e L'origine nascosta.

## Tracce
1. Uno – 3:47
2. Divenire – 6:46
3. Monday – 5:55
4. Andare – 6:57
5. Rose – 4:16
6. Primavera – 7:22
7. Oltremare – 11:00
8. L'origine nascosta – 3:11
9. Fly – 4:38
10. Ascolta – 4:48
11. Ritornare – 8:52
12. Svanire – 7:19
13. Luce (traccia bonus) – 7:07

Durata totale: 81:58
Deluxe Edition Bonus Disc
1. Uno (Mercan Dede Remix) – 4:08
2. Andare (Robert Lippok Remix) – 5:19
3. Divenire (Alva Noto Remodel) – 6:19

Durata totale: 15:46